# Malvern (Iowa)
Malvern é uma cidade localizada no estado americano de Iowa, no Condado de Mills.

## Demografia
Segundo o censo americano de 2000, a sua população era de 1256 habitantes.
Em 2006, foi estimada uma população de 1365, um aumento de 109 (8.7%).

## Geografia
De acordo com o United States Census Bureau tem uma área de
3,1 km², dos quais 3,1 km² cobertos por terra e 0,0 km² cobertos por água. Malvern localiza-se a aproximadamente 307 m acima do nível do mar.

## Localidades na vizinhança
O diagrama seguinte representa as localidades num raio de 16 km ao redor de Malvern.